# Шаус, Фред
Фредерик Эпплтон «Фред» Шаус (англ. Frederick Appleton "Fred" Schaus; 30 июня 1925 года, Ньюарк, штат Огайо — 10 февраля 2010 года, Моргантаун, штат Западная Виргиния) — американский профессиональный баскетболист и тренер.

## Карьера игрока
Играл на позиции лёгкого форварда. Учился в Университете Западной Виргинии, в 1949 году был выбран на драфте НБА в третьем раунде под 27-м номером командой «Форт-Уэйн Пистонс». Позже выступал за команду «Нью-Йорк Никс». Всего в НБА провёл 5 сезонов. Один раз принимал участие в матче всех звёзд НБА (1951). Один раз включался во 2-ю сборную всех звёзд НБА (1950). Всего за карьеру в НБА сыграл 334 игры, в которых набрал 4070 очков (в среднем 12,2 за игру), сделал 1609 подборов и 961 передачу.

## Карьера тренера
После завершения профессиональной карьеры Шаус в течение шести лет работал главным тренером команды родного университета «Уэст Вирджиния Маунтэйнерс» (1954—1960). Затем семь лет тренировал клуб НБА «Лос-Анджелес Лейкерс» (1960—1967), после чего перешёл на должность генерального менеджера этой команды, на которой проработал ещё пять лет (1967—1972), став в итоге, в 1972 году, на этой должности чемпионом НБА. В конце тренерской карьеры шесть лет работал главным тренером команды университета Пердью «Пердью Бойлермейкерс» (1972—1978).
Пять раз назначался на должность главного тренера матча всех звёзд НБА в команду Запада (1962—1964, 1966—1967).
Одновременно работал главным тренером сборной США, которой руководил в 1959 году, когда она стала чемпионом Панамериканских игр в Чикаго.

## Смерть
После завершения тренерской карьеры, с 1981 года, Шаус работал спортивным директором родной команды «Уэст Вирджиния Маунтэйнерс». Фред Шаус умер 10 февраля 2010 года в городе Моргантаун (штат Западная Виргиния), в возрасте 84 лет.